# Eraclio (primicerius sacri cubiculi)
Eraclio (latino: Heraclius; ... – Roma, 16 marzo 455) è stato un politico romano dell'Impero d'Occidente durante il regno di Valentiniano III.

## Biografia
Eraclio era un eunuco e ricopriva la carica di primicerius sacri cubiculi di Valentiniano III, sul quale esercitava un'enorme influenza.
Nemico del potente magister militum e patricius Ezio, si alleò con Petronio Massimo, anch'egli patricius e avversario politico di Ezio, per causarne la caduta: convinse infatti l'imperatore che Ezio complottava contro di lui, e lo spinse ad assassinare il generale nel 454.
Un anno dopo, nel 455, due ufficiali barbari di Valentiniano ma fedeli a Ezio, Traustila e Optila, assassinarono l'imperatore durante una funzione pubblica: nella stessa occasione, Traustila uccise Eraclio.